# Hydriomena grandimacula
Hydriomena grandimacula är en fjärilsart som beskrevs av W. Warren 1907. Hydriomena grandimacula ingår i släktet Hydriomena och familjen mätare. Inga underarter finns listade i Catalogue of Life.